# Полинін Федір Петрович
Федір Петрович Полинін (7 [20] жовтня 1906, Сухий Отрог, Самарська губернія, тепер Балаковського району Саратовської області, Російська Федерація — 21 листопада 1981, Москва) — радянський військовослужбовець, генерал-полковник авіації (1946), генерал броні (ПНР). Командувач ВПС ЗС Польщі (1944—1947). Герой Радянського Союзу (1938). Депутат Верховної Ради Української РСР 5-го скликання (1959—1963).

## Біографія
Походив з багатодітної селянської родини. У 1907 році разом з родиною переїхав у село Самарка Семипалатинського округу. У восьмирічному віці розпочав роботу в господарстві батька. Після його смерті виїхав до Самари і в серпні 1924 року розпочав роботу в сільській кооперації як сторож і носильник, а від квітня 1927 року — як некваліфікований робітник. Водночас в 1925 — 1928 роках ходив до вечірньої середньої школи для дорослих у місті Самарі.
У Червоній армії з жовтня 1928 року. Спочатку служив у полковій школі піхоти 101-го стрілецького полку в Сизрані, а в грудні 1928 року перейшов до авіації.
Член ВКП(б) з 1929 року.
Закінчив Вольську льотну школу (1929), школу льотчиків в Оренбурзі (1931), курси удосконалення командного складу Військово-повітряної академії імені Жуковського в 1935 році.
З листопада 1937 по квітень 1938 брав участь у японо-китайській війні, де командував бомбардувальною авіагрупою: на літаку СБ брав участь у бомбардуванні японського аеродрому на острові Формоза (Тайвань). 14 листопада 1938 року за мужність і героїзм, проявлені під час бойових дій в Китаї, йому було присвоєно звання Героя Радянського Союзу з врученням ордена Леніна. Служив старшим інспектором з техніки пілотування ВПС РСЧА.
Від жовтня 1939 року був заступником командувача Повітряних Сил Київського Особливого військового округу. На посаді командувача ВПС 13-ї армії брав участь у радянсько-фінській війні. З 1940 року командував бомбардувальною авіаційною дивізією в Білоруському військовому окрузі.
На фронтах німецько-радянської війни з червня 1941 року на посаді командира 13-ї бомбардувальної авіаційної дивізії. З серпня 1941 року — командувач ВПС Брянського фронту. Від травня 1942 року — заступник командувача 2 Повітряної Армії, а від вересня 1942 року — заступник командувача 6 Повітряної Армії на Брянському і Північно-західному фронтах. Командувач 6-ї повітряної армії (січень 1943 р. — жовтень 1944 року).
З жовтня 1944 — командувач Військово-повітряних сил (ВПС) Війська Польського. 11 липня 1946 року присвоєно звання генерал-полковника авіації.
Після війни, з березня 1947 року по травень 1950 року командував 13-ю повітряною армією (з 10 січня 1949 р. — 76-ю повітряною армією). У 1955 році закінчив Військову академію імені Ворошилова.
З лютого 1956 року по серпень 1959 року — командувач 57-ї повітряної армії Прикарпатського військового округу.
У 1959 — 1971 роках — начальник тилу Військово-повітряних сил СРСР. З 1971 року — у відставці.
Похований на Кунцевському кладовищі Москви (могила включена в Державний список пам'яток історії та культури міста Москви).

## Звання
- комбриг (29.11.1939)
- генерал-майор (4.02.1940)
- генерал-лейтенант (28.05.1943)
- генерал броні ВП (9.08.1945)
- генерал-полковник (11.07.1946)

## Нагороди
- медаль «Золота Зірка» Героя Радянського Союзу № 110 (14.11.1938);
- два ордени Леніна (14.11.1938, 03.11.1953);
- орден Жовтневої Революції (20.10.1976);
- п'ять орденів Червоного Прапора (25.11.1934, .04.1940, 10.11.1941, 17.04.1943, 20.06.1949);
- два орден Кутузова 1-го ступеня (19.08.1944, 09.08.1945);
- орден Кутузова 2-го ступеня;
- орден Трудового Червоного Прапора;
- два ордени Червоної Зірки (у тому числі 03.11.1944)
- медалі

ПНР
- Командорський хрест ордена Відродження Польщі
- орден «Хрест Грюнвальда» 2-й ступеня
- Лицарський хрест ордена Військової доблесті
- Срібний хрест ордена Військової доблесті
- Золотий Хрест Заслуги
- медалі

## Пам'ять
У меморіальному комплексі Вольського філії Військової академії тилу встановлена пам'ятна плита на честь Героя.

## Твори
- Полынин Ф. П. Боевые маршруты — М.: Воениздат, 1972.